# Valz-sous-Châteauneuf
Valz-sous-Châteauneuf – miejscowość i gmina we Francji, w regionie Owernia-Rodan-Alpy, w departamencie Puy-de-Dôme.
Według danych na rok 1990 gminę zamieszkiwało 50 osób, a gęstość zaludnienia wynosiła 10 osób/km² (wśród 1310 gmin Owernii Valz-sous-Châteauneuf plasuje się na 781. miejscu pod względem liczby ludności, natomiast pod względem powierzchni na miejscu 981.).